# 黑克斯海姆韦尔
黑克斯海姆韦尔是德国莱茵兰-普法尔茨州的一个市镇。总面积3.57平方公里，总人口480人，其中男性247人，女性233人（2011年12月31日），人口密度134人/平方公里。